# Christian August Volquardsen

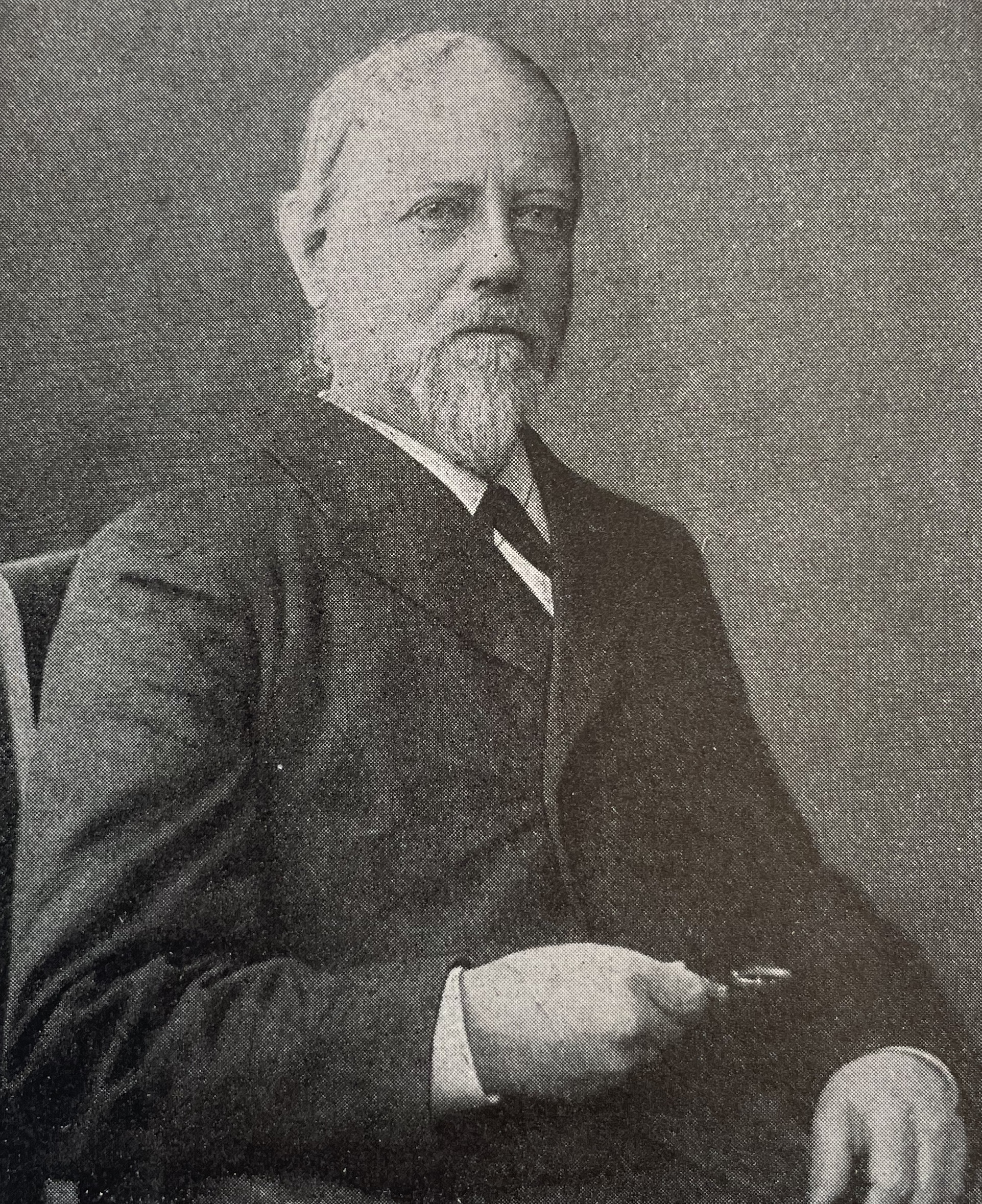
Christian August Volquardsen

Christian August Volquardsen (* 6. Oktober 1840 in Hadersleben; † 1. August 1917 in Kiel) war ein deutscher Althistoriker.

## Leben
Christian August Volquardsen, Sohn des Rektors der Gelehrtenschule Hadersleben, Peter Volquardsen (1797–1852), entstammte dem deutschsprachigen Bürgertum seiner Heimatstadt. Er studierte zunächst in Kopenhagen, dann an der Christian-Albrechts-Universität zu Kiel bei Alfred von Gutschmid. Während seines Studiums wurde er 1863 Mitglied der Burschenschaft Teutonia zu Kiel. Nach seinem Studium war er von 1864 bis 1869 Lehrer am Gymnasium seiner Vaterstadt Hadersleben, die seit 1867 zu Preußen gehörte. Während dieser Zeit wurde er 1866 in Kiel mit einer Studie zu Diodor promoviert. Anschließend lehrte er bis 1874 an einem Gymnasium in Potsdam und wurde dann als ordentlicher Professor für Alte Geschichte an die Universität Kiel berufen.
Zum Wintersemester 1879 wechselte Volquardsen an die Georg-August-Universität Göttingen. Hier jedoch begann er unkontrolliert zu trinken und verlor aufgrund der Erkrankung zusehends das Interesse an der Lehr- und Forschungstätigkeit: Er war am Seminar wegen seines Alkoholismus verpönt, verfasste kaum noch Schriften und war bald auch mit der Lehre überfordert. Darum übernahm der Klassische Philologe Ulrich von Wilamowitz-Moellendorff die althistorischen Lehrveranstaltungen und bemühte sich beim Ministerium um Volquardsens Versetzung an eine andere Universität. 1897 gelang es, Volquardsen mit einer Gehaltserhöhung nach Kiel zurückzukomplimentieren. Der dortige Lehrstuhlinhaber Georg Busolt wechselte gleichzeitig auf Wilamowitz’ Empfehlung nach Göttingen. In Kiel besserte sich seine Alkoholkrankheit, doch beschäftigte sich Volquardsen fortan vorrangig mit der Landesgeschichte statt mit der Antike, wurde 1909 zum Geheimen Regierungsrat ernannt und 1912 emeritiert.

## Schriften (Auswahl)
- Untersuchungen über die Quellen der griechischen und sicilischen Geschichten bei Diodor, Buch XI bis XVI. Schwers, Kiel 1868 (Digitalisat).
- Festrede zur Feier des 50jährigen Gedächtnisses der Erhebung Schleswig-Holsteins. Universitäts-Buchhandlung, Kiel 1898.
- Über die Ereignisse des Jahres 1721 in schleswigscher Geschichte. In: Zeitschrift der Gesellschaft für Schleswig-Holsteinische Geschichte. Band 33 (1903), S. 286–324 (Digitalisat).
- Aus schleswig-holsteinischer Geschichte. Avenarius, Leipzig 1907.
- Rom im Übergange von der Republik zur Monarchie und Cicero als politischer Charakter: Rede. Lipsius & Tischer, Kiel 1907.
- als Herausgeber: Hans Hornemann van Aller: Erinnerungen aus schleswig-holsteinischer Geschichte (= Quellen und Forschungen zur Geschichte Schleswig-Holsteins. Band 3,2). Haessel, Leipzig 1915 (Digitalisat).